# پترو ایر
پترو ایر (به انگلیسی: Petro Air) یک شرکت هواپیمایی است. دفتر مرکزی پترو ایر در طرابلس، لیبی واقع شده‌است و قطب این شرکت هواپیمایی در فرودگاه بین‌المللی طرابلس قرار دارد.